# 続日本後紀
『続日本後紀』（しょくにほんこうき）は、日本の平安時代に成立された歴史書。六国史の第四にあたり、仁明天皇の代である天長10年（833年）から嘉祥3年（850年）までの18年間を扱う。文徳天皇の勅命により斉衡2年（855年）に編纂が開始され、貞観11年（869年）に完成した。天皇の動静の記録を詳述し、天皇親政から摂関政治へうつる時代の根本史料である。編年体全二十巻からなる。

## 編纂
本書の編纂は文徳天皇の斉衡2年（855年）、藤原良房、伴善男、春澄善縄、安野豊道により始められた。その後、良房の弟・良相が加わるが完成前に逝去、善男は応天門の変で流罪、豊道の下総介赴任などがあった。だが、編纂者の追加が行われなかったために最終的には藤原良房と春澄善縄の2名のみが編纂者として残った。このため、編纂方針については良房の、記述については善縄の意向が強く反映されたといわれている。

## 内容
六国史中、初めて天皇一代を対象にしている。承和の変もこの書に記載されている。本書の『続日本後紀』という書名は、『日本後紀』に続くという意味であるが、『続日本紀』は九代、『日本後紀』は四代と複数の天皇の治世を対象としているのに対し、本書は仁明天皇一代の歴史である。原則的に1年に1巻という構成になっているが、天皇の即位年である天長10年（833年）と承和の変があった承和9年（842年）の記事は2巻構成になっている。
本書の対象とした仁明朝は、嵯峨・淳和両朝の後を受けた泰平の世であり、承和の変以外大きな事件はなかったために、宮中行事などは詳しいが、政治関係の記事は少ないとされる。一説には承和の変における皇太子恒貞親王の廃止と新皇太子道康親王（文徳天皇）擁立の正当性を主張するために書かれたともいわれている。天皇の挙動を重視し実録的性格を国史に反映させた点で、のちの『日本三代実録』などに大きな影響を与えた。
また、人物記事においては業績よりも個人の人物像に詳細な記述がみられる。また、荘子に造詣が深く強い神仙思想の持ち主であったとされる春澄善縄の影響か天変地位や怪異に関する記述も多いとされる。
平安時代後期には抄本が流布していたとされ、最古の写本である保延年間のものは、『類聚国史』から本文を補っている。また、三条西家の六国史書写の段階でも、善本が入手できず、また、旁書などを本文に反映させた際、誤脱、錯簡などが生じ、現行の刊本もその影響を受けている。
嘉祥元年（848年）の記録には、洪水で河陽橋（山崎橋）、宇治橋、茨田堤の被害が記されており、災害史や交通史を紐解く手がかりとなっている。

## 版本
- 『新訂増補 国史大系3　日本後紀、続日本後紀、文徳天皇実録』（黒板勝美 編（坂本太郎校訂）、吉川弘文館）

### 現代語訳
- 森田悌 『続日本後紀 全現代語訳』（講談社学術文庫（上・下）、2010年）
　上 ISBN 978-4-06-292014-8、下 ISBN 978-4-06-292015-5

## 備考
- 仁明天皇の崩伝400字の内、320字が病気と薬の話であり、天皇が医薬に傾倒したことをこれほど詳しく記しているのは異例とされる[2]。